# Thirukkattupalli
Thirukkattupalli (o Tirukattupalli) è una suddivisione dell'India, classificata come town panchayat, di 12.567 abitanti, situata nel distretto di Thanjavur, nello stato federato del Tamil Nadu. In base al numero di abitanti la città rientra nella classe IV (da 10.000 a 19.999 persone).

## Geografia fisica
La città è situata a 10° 51' 35 N e 78° 57' 13 E.

## Società

### Evoluzione demografica
Al censimento del 2001 la popolazione di Thirukkattupalli assommava a 12.567 persone, delle quali 6.310 maschi e 6.257 femmine. I bambini di età inferiore o uguale ai sei anni assommavano a 1.380, dei quali 729 maschi e 651 femmine. Infine, coloro che erano in grado di saper almeno leggere e scrivere erano 9.602, dei quali 5.169 maschi e 4.433 femmine.